# ساختار ریز

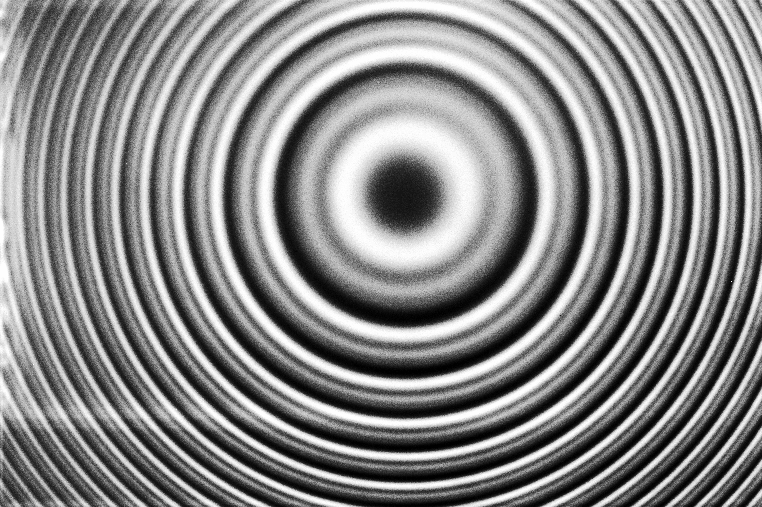
لبه‌هابی موج تداخلی، نشان‌دهنده ساختار ریز (شکاف‌دهنده) یک منبع دوتریم سرد شده، که از طریق یک تداخل‌سنج فابری-پرو مشاهده می‌شود.

درفیزیک اتمی، ساختار ریز، ایجاد شکاف در خطوط طیف نوری اتم‌ها به دلیل اسپین الکترون و اصلاحات نسبیتی در معادله غیر نسبیتی شرودینگر را توصیف می‌کند.
ساختار درشت خط طیفی، همان خط طیفی پیش‌بینی‌شده توسط مکانیک کوانتومی برای الکترون‌های غیر نسبیتی بدون اسپین است. برای یک اتم هیدروژنی، سطوح انرژی ساختار درشت تنها به عدد کوانتومی اصلی بستگی دارد. هرچندکه یک مدل دقیق‌تر باید آثار اسپین و نسبیتی را هم در نظر بگیرد، که تبهگنی سطوح انرژی را می‌شکند و در خطوط طیفی شکاف ایجاد می‌کند. اندازه شکاف ساختار ریز نسبت نسبت به ساختار درشت در مرتبه 2(Zα) است که Z عدد اتمی و α ثابت ساختار ریز است که کمیتی بدون بعد و تقریباً برابر با ۱/۱۳۷ است.
ساختار ریز را می‌توان به سه جمله اصلاحی تقسیم کرد: جمله انرژی جنبشی، جمله اسپین-مدار و جمله داروینی. هامیلتونی کامل آن به شکل زیر به دست می‌آید:
{\displaystyle H=H_{0}+H_{\mathrm {kinetic} }+H_{\mathrm {so} }+H_{\mathrm {Darwinian} }.\!}
می‌توان این را به عنوان تقریبی غیر نسبیتی از معادله دیراک دانست.

## اصلاحات نسبیتی انرژی جنبشی
به شکل کلاسیک، جمله انرژی جنبشی هامیلتونی عبارت است از
{\displaystyle T={\frac {p^{2}}{2m}},}
که {\displaystyle p} تکانه و {\displaystyle m} جرم الکترون است.
اما وقتی نظریه دقیقتری در مورد طبیعت مانند نسبیت خاص را در نظر بگیریم، باید از شکل نسبیتی انرژی جنبشی استفاده کنیم
{\displaystyle T={\sqrt {p^{2}c^{2}+m^{2}c^{4}}}-mc^{2},}
که جمله نخست آن کل انرژی نسبیتی و جمله دوم انٰرژی سکون الکترون است ({\displaystyle c} سرعت نور است). با بسط این معادله در یک سری تیلور (به طور خاص یک سری دوجمله‌ای)، به این عبارت می‌رسیم
{\displaystyle T={\frac {p^{2}}{2m}}-{\frac {p^{4}}{8m^{3}c^{2}}}+\cdots .}
بنابراین اصلاح مرتبه اول هامیلتونی
{\displaystyle H_{\mathrm {kinetic} }=-{\frac {p^{4}}{8m^{3}c^{2}}}.}
است. با استفاده از این به عنوان یک اغتشاش می‌توانیم اصلاحات مرتبه اول انرژی ناشی از آثار نسبیتی محاسبه کنیم :
{\displaystyle E_{n}^{(1)}=\left\langle \psi ^{0}\right\vert H'\left\vert \psi ^{0}\right\rangle =-{\frac {1}{8m^{3}c^{2}}}\left\langle \psi ^{0}\right\vert p^{4}\left\vert \psi ^{0}\right\rangle =-{\frac {1}{8m^{3}c^{2}}}\left\langle \psi ^{0}\right\vert p^{2}p^{2}\left\vert \psi ^{0}\right\rangle }
که {\displaystyle \psi ^{0}} تابع موج بدون اختلال است. با یادآوری هامیلتونی بدون اختلال، خواهیم دید که
{\displaystyle {\begin{aligned}H^{0}\left\vert \psi ^{0}\right\rangle &=E_{n}\left\vert \psi ^{0}\right\rangle \\\left({\frac {p^{2}}{2m}}+V\right)\left\vert \psi ^{0}\right\rangle &=E_{n}\left\vert \psi ^{0}\right\rangle \\p^{2}\left\vert \psi ^{0}\right\rangle &=2m(E_{n}-V)\left\vert \psi ^{0}\right\rangle \end{aligned}}}
می‌توانیم از این نتیجه استفاده کنیم تا محاسبه بیشتری در مورد اصلاحات نسبیتی انجام دهیم:
{\displaystyle {\begin{aligned}E_{n}^{(1)}&=-{\frac {1}{8m^{3}c^{2}}}\left\langle \psi ^{0}\right\vert p^{2}p^{2}\left\vert \psi ^{0}\right\rangle \\E_{n}^{(1)}&=-{\frac {1}{8m^{3}c^{2}}}\left\langle \psi ^{0}\right\vert (2m)^{2}(E_{n}-V)^{2}\left\vert \psi ^{0}\right\rangle \\E_{n}^{(1)}&=-{\frac {1}{2mc^{2}}}\left(E_{n}^{2}-2E_{n}\langle V\rangle +\left\langle V^{2}\right\rangle \right)\end{aligned}}}
برای اتم هیدروژن، {\displaystyle V(r)={\frac {-e^{2}}{4\pi \epsilon _{0}r}}}, {\displaystyle \left\langle {\frac {1}{r}}\right\rangle ={\frac {1}{a_{0}n^{2}}}} و {\displaystyle \left\langle {\frac {1}{r^{2}}}\right\rangle ={\frac {1}{(l+1/2)n^{3}a_{0}^{2}}}} که {\displaystyle a_{0}} شعاع بور است، {\displaystyle n} عدد کوانتومی اصلی و {\displaystyle l} عدد کوانتومی سمتی است. بنابراین اصلاح مرتبه اول نسبیتی برای اتم هیدروژن عبارت است از:
{\displaystyle {\begin{aligned}E_{n}^{(1)}&=-{\frac {1}{2mc^{2}}}\left(E_{n}^{2}+2E_{n}{\frac {e^{2}}{4\pi \epsilon _{0}r}}{\frac {1}{a_{0}n^{2}}}+{\frac {1}{4\pi \epsilon _{0}}}{\frac {e^{4}}{(l+{\frac {1}{2}})n^{3}a_{0}^{2}}}\right)\\&=-{\frac {E_{n}^{2}}{2mc^{2}}}\left({\frac {4n}{l+{\frac {1}{2}}}}-3\right)\end{aligned}}}
که در آن از
{\displaystyle E_{n}=-{\frac {e^{2}}{2a_{0}n^{2}}}}
استفاده کرده‌ایم. در محاسبه نهایی، مرتبه بزرگی برای اصلاح نسبیتی به حالت پایه   {\displaystyle -9.056\times 10^{-4}\ {\text{eV}}} است.